# I elfte timmen (film, 1916)
I elfte timmen är en svensk dramafilm från 1916 regisserad av Fritz Magnussen. 

## Om filmen
Filmen premiärvisades 18 september 1916 på biograf Biorama i Malmö. För foto svarade Hugo Edlund. Filmen spelades in vid Svenska Biografteaterns ateljé på Lidingö med exteriörscener från de Lithanderska godsen i Jämtland.

## Rollista i urval
- William Larsson - Brandt, godsägare
- Greta Almroth - Blanche, hans fosterdotter
- Stina Stockenstam - Maria, Brandts hustru
- Carl-Ivar Ytterman - Schwalbe, godsägare
- John Ekman - Janko, zigenare
- Nicolay Johannsen - Valentin Sporre, förvaltare